# Narmadapuram
Hoshangabad, officiellement Narmadapuram depuis 2021, est une ville indienne située dans le District de Narmadapuram dans l’État du Madhya Pradesh. En 2011, sa population était de 117 956 habitants.

## Géographie
Narmadapuram est située sur la rive  de la Narmada à une altitude de 278 m.

## Histoire
La ville est nommée d'après Hoshang Shah (en), un roi du XVe siècle. La ville était autrefois dénommée Narmadapuram en lien avec la rivière Narmada. Plus tard, le nom a été changé en Hoshangabad après Hoshang Shah , le premier souverain de Malwa . Le district de Narmadapuram faisait partie de la division de Nerbudda (Narmada) des provinces centrales et de Berar, qui devint l'état de Madhya Bharat (en) (devenu plus tard Madhya Pradesh) après l'indépendance de l'Inde en 1947.
La ville est célèbre pour ses magnifiques ghats le long des rives de la Narmada, Le Sethani ghat (en) est une attraction majeure. Un Satsang Bhavan situé sur le ghat a des visites régulières de saints hindous qui tiennent régulièrement des discours religieux sur le Ramcharitmanas et la Bhagavad-Gita.

## Économie
L'économie dépend en grande partie de l'agriculture. Le district de Narmadapuram est l'un des plus grands districts de production de blé en Inde. La terre est assez fertile et les agriculteurs disposent de bonnes installations d'irrigation du canal du lac de Tawa tout au long de l'année. Les agriculteurs utilisent la rotation des cultures et leurs revenus importants dépendent du soja et du blé.
La ville a un mode de vie traditionnel avec beaucoup de personnes occupées dans des métiers suffisants pour soutenir la vie locale. La ville dispose d'une forte disponibilité en eau. Narmadapuram a un revenu élevé par habitant parmi les villes du Madhya Pradesh.
Dans la ville de Narmadapuram, il n'y a qu'un seul établissement industriel: Security Papers Mill Hoshangabad, une unité de Printing and Minting Corporation of India Ltd. Le commerce principal dans le quartier est l'artisanat, la soie, le cuir, les légumes secs, etc. Il existe également un commerce de sable et de briques qui proviennent de la rivière Narmada.